# Paramoera fasciculata
Paramoera fasciculata is een vlokreeftensoort uit de familie van de Pontogeneiidae. De wetenschappelijke naam van de soort is voor het eerst geldig gepubliceerd in 1880 door Thomson.